# Lijst van cultureel erfgoed in Košice-Barca
Dit is een (onvolledige) lijst van cultureel erfgoed in de Slowaakse stad Košice, in het stadsdeel Barca (okres Košice IV).
Deze lijst is gebaseerd op de opsomming die gepubliceerd werd op de website van het Bureau voor monumenten van de Slowaakse Republiek (PÚSR).
- Košice-Barca
- Košice (stad in Slowakije)

## Cultureel erfgoed
| Afbeelding                   | Adres & coördinaten               | Object                                                         | Lokale benaming                  |
| ---------------------------- | --------------------------------- | -------------------------------------------------------------- | -------------------------------- |
|                              | Abovská ulica. Barca. Locatie.    | Rooms-katholieke Sint-Petrus en Sint-Pauluskerk. ID 805-411/0. | Farský kostol sv. Petra a Pavla. |
|                              | Abovská ulica. Barca. Locatie.    | Calvinistische kerk. ID 805-4122/0.                            | Kalvínsky kostol.                |
|                              | Abovská ulica 1. Barca. Locatie.  | Alleenstaand landhuis. ID 805-4120/0.                          | Kúria. Solitér.                  |
|                              | Abovská ulica 25. Barca. Locatie. | Alleenstaand kasteel (landhuis) van Bárczay. ID 805-410/1.     | Bárczayovský kaštieľ. Solitér.   |
| Geen afbeelding beschikbaar. | Abovská ulica 25. Barca. Locatie. | Park van het Bárczay-kasteel. ID 805-410/2.                    | Park pri Bárczyovskom kaštieli . |
|                              | Abovská ulica 32. Barca. Locatie. | Zichyho-kasteel, school. ID 805-4121/1.                        | Zichyho kaštieľ, škola, učňovka. |
| Geen afbeelding beschikbaar. | Abovská ulica 32. Barca. Locatie. | Park van het Zichy-kasteel. ID 805-4121/2.                     | Park pri Zichyho kaštieli.       |